# Rue Joseph-Vié
La rue Joseph-Vié est une voie de Toulouse, chef-lieu de la région Occitanie, dans le Midi de la France.

## Situation et accès

### Description
La rue Joseph-Vié est une voie publique. Elle se trouve au cœur du quartier Saint-Cyprien.
Elle naît perpendiculairement à la rue des Teinturiers, dans le prolongement de la rue Coupefer. Longue de 187 mètres, large de 7 à 9 mètres, elle est relativement rectiligne et orientée au nord-ouest. Elle reçoit à droite la rue Maurice-Jacquier, puis se termine en débouchant sur la place intérieure Saint-Cyprien.
La chaussée compte une seule voie de circulation automobile en sens unique, de la place intérieure Saint-Cyprien vers la rue des Teinturiers. Elle appartient à une zone de rencontre et la vitesse y est limitée à 20 km/h. Il n'existe pas de bande, ni de piste cyclable, quoiqu'elle soit à double-sens cyclable.

### Voies rencontrées
La rue Joseph-Vié rencontre les voies suivantes, dans l'ordre des numéros croissants (« g » indique que la rue se situe à gauche, « d » à droite) :
1. Rue des Teinturiers
2. Rue Maurice-Jacquier (d)
3. Place intérieure Saint-Cyprien

### Transports
La rue Joseph-Vié n'est pas directement desservie par les transports en commun Tisséo. Elle débouche cependant sur la place intérieure Saint-Cyprien, où se trouvent la station Saint-Cyprien – République, sur la ligne de métro , ainsi que la navette Ville. On trouve de plus, le long des allées Charles-de-Fitte, les arrêts des lignes de Linéo L14 et de bus 134566.
Il existe plusieurs stations de vélos en libre-service VélôToulouse dans les rues voisines : les stations no 75 (12 place Charles-Laganne) et no 76 (34 rue de la République).

## Odonymie
La rue a été nommée en hommage à Joseph Vié (1901-1944). Ouvrier chaudronnier, Joseph Vié est un militant syndicaliste de la CGT, proche des milieux socialistes. Pendant la Seconde Guerre mondiale, il gravite dans les cercles de la Résistance animés par Jean Chaubet. Mobilisé par le service du travail obligatoire en Allemagne, il rentre dans la clandestinité. Le 7 juin 1944, il intègre avec son fils Jean le maquis de Saint-Lys, constitué près de Bonrepos-sur-Aussonnelle par l'Armée secrète (AS) et les Corps francs de Libération (CFL). Le 12 juin, le maquis est attaqué par trois compagnies du 3e bataillon du régiment SS Deutschland de la division SS Das Reich. Joseph Vié est tué avec Jean Chaubet, Eugène Lozes et Jean Micoud lors de leur retraite vers le château du Candelé à Saiguède,.
Dans les textes les plus anciens, au XVIe siècle, la rue est désignée comme la rue Coupefer – elle partageait alors ce nom avec l'actuelle rue des Teinturiers, mais il a été donné en 1806 à une rue encore différente. Ce nom leur venait d'une porte du rempart du faubourg, la porte Taillefer. Au XVIIIe siècle, elle fut plutôt désignée, avec l'actuelle rue de l'Ouest, comme la rue Pélicié. À la fin du siècle, elle prit le nom de Villenouvelle qu'elle conserva jusqu'en 1947, sauf lorsque, en 1794, pendant la Révolution française, elle prit de façon éphémère le nom de rue Socrate, en l'honneur du philosophe athénien.

## Patrimoine et lieux d'intérêt
- no  21 : maison (deuxième moitié du XIXe siècle)[9].
- no  23 : maison. 
La maison, de style moderne, est construite dans les années 1950. Au rez-de-chaussée, le bandeau qui sépare le rez-de-chaussée des étages est surmonté de lettres en fer forgé, FOURRURES MATEU, rappelant la présence d'une boutique de fourreurs tenue jusqu'en 2017 par Raymond Mateu[10],[11].

## Personnalité
- Louis Tharaud (1878-1963) : ténor, il est né au domicile de ses parents, dans une maison au no 8[12].